# 人面子属
人面子属（学名：Dracontomelon）是漆树科下的一个属，为乔木植物。该属共有8种，分布于马来西亚至菲济群岛。中国西南和南部有2种。

## 物种
本属包括以下物种：
- 人面子 Dracontomelon duperreanum
- 大果人面子 Dracontomelon macrocarpum